# Villers-le-Tourneur
Villers-le-Tourneur település Franciaországban, Ardennes megyében. Lakosainak száma 216 fő (2022. január 1.). Villers-le-Tourneur Hagnicourt, Jandun, Neuvizy, Puiseux, Raillicourt, Vaux-Montreuil és Montigny-sur-Vence községekkel határos.

## Népesség
A település népessége az elmúlt években az alábbi módon változott:
| Lakosok száma | 197  | 165  | 141  | 183  | 171  | 187  | 194  | 196  | 202  | 216  |
|               | 1968 | 1982 | 1990 | 2006 | 2013 | 2015 | 2017 | 2019 | 2020 | 2022 |